# 張載

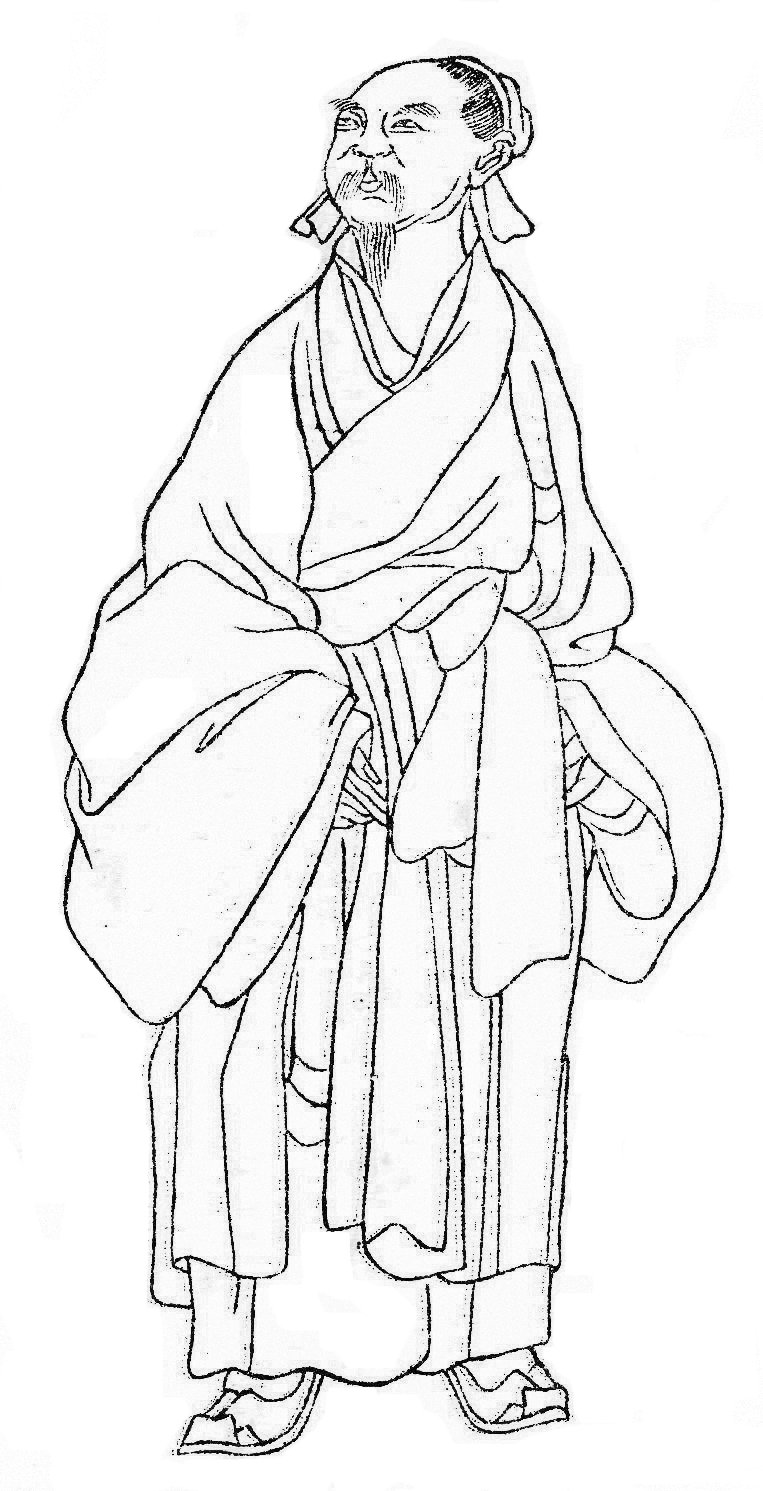
張載・『晩笑堂竹荘畫傳』より

張 載（ちょう さい、天禧4年（1020年）- 熙寧10年11月18日（1077年12月6日））は、中国北宋時代の儒学者。字は子厚。横渠先生と称された。宋学において、いわゆる「気の哲学」（唯物論）を創始したことで知られる。

## 略伝と性格
鳳翔府郿県横渠の出身。嘉祐2年（1057年）に38歳で進士に合格して、祁州・鄜州・渭州などの地方官を歴任し、熙寧2年（1069年）の冬に朝廷に召されたが、王安石の新法に反対し、翌年病気を理由に帰郷、読書と思索に没頭した。熙寧10年（1077年）にも朝廷に召されたが志を得ず、その年の冬に辞職し、帰郷の途次に亡くなった。
「天地のために心を立て、生民のために道を立て、去聖のために絶学を継ぎ、万世のために太平を開く」という語で察せられるように、豪傑の性質を持つ。若い頃は兵法を好み、政治に情熱を燃やしたが、范仲淹に諭され『中庸』を授けられたのをきっかけに儒者に転じた。仏教・老荘の教えに一時心酔したが、嘉祐元年（1056年）に国都の開封で甥にあたる程氏兄弟（程顥・程頤）と出会い、儒者としての自信を確立したという。それまで虎の皮に座って『易』の講義をしていたのが、二程の『易』論を聴いて感服し、潔く虎皮を撤去して、門人たちを二程に師事させたという逸話がある。

## 思想
張載は『易』『中庸』に依拠し、万物の生成を陰陽二気の集散によって説明し、「太虚」をその本体とした。太虚は無形であり、気は有形だがこの両者は一物両体、太虚即気という緊密な関係にあるという気一元の哲学を樹立した。太虚と気による二元論は周敦頤より発展しているが、「太虚」説は宋学の主流とはならなかった。ただし、王陽明や王夫之、日本の大塩平八郎には大きな影響を与えている。
人間性を「気質の性」と「天地の性」の両面から考えることを提唱し、道徳の淵源は「太虚＝天地の性」にあると説き、気質を浄化して天地の性に帰ることを勧めた。「心が性と情を統べる」という見解は、後の朱熹によって二程にも勝るとされている。個人修養と社会生活における「礼」の重要性を強調し、仏・道の二教を排斥し儒教の独立性を明確にしようと努めた。
主著として『正蒙』『西銘』『東銘』『経学理窟』『易説』などのほか若干の詩文と語録があり、『張氏全書』に一括して収められている。

## 評価
1960年代の中国においては、哲学史上、宋学を唯物論・客観唯心論・主観唯心論に分類していた。そして、朱子学にあたる客観唯心論や、陽明学にあたる主観唯心論に対して、張載の創始した唯物論が高く評価される傾向にあった。ナショナリズムや中華人民共和国のイデオロギーを背景に、張載とその影響を受けた王夫之は哲学史上の最重要人物として扱われることとなったのである。
もっとも、島田虔次は、哲学史の実態に即して考えれば、やはり客観唯心論と主観唯心論の対立こそが宋学の中心であり、唯物論の系譜は相対的な重要性は低いと述べている。